# قانون الطاقة الخضراء
قانون الطاقة الخضراء، رسميًا قانون الطاقة الخضراء والاقتصاد الأخضر عام 2009، قُدّم هذا القانون في الهيئة التشريعية في أونتاريو في 23 فبراير 2009 وأُلغي لاحقًا في 1 يناير 2019، كان القانون يهدف إلى توسيع إنتاج الطاقة المتجددة، وتشجيع الحفاظ على الطاقة وخلق وظائف خضراء. من بين العديد من البنود، اشتهر قانون الطاقة الخضراء بإنشاء عدد من معدلات تعريفة الإمداد بالطاقة لأنواع مختلفة من مصادر الطاقة. ومن أبرز هذه البرامج برنامج microFIT للأنظمة الصغيرة غير التجارية التي يقل وزنها عن 10 كيلووات، وFIT، وهو الإصدار التجاري الأكبر الذي يغطي عددًا من أنواع المشاريع بأحجام تصل إلى ميغاواط.
كان هذا القانون تشريعًا مثيرًا للجدل للغاية داخل أونتاريو، ويرجع ذلك جزئيًا إلى التعريفة الأولية المرتفعة، التي تصل إلى 80.2 سنتًا/كيلوواط ساعة للأنظمة الصغيرة في إطار microFIT. عدّه أصحاب المصلحة خارج أونتاريو مثيرًا للجدل بسبب فقراته «المعدة في أونتاريو» التي تطلب قدرًا معينًا من العمالة في أونتاريو ومدخلات التصنيع للحصول على معدلات التعريفة الجمركية. أدت التغييرات في البرنامج والمعدلات، التي طُبق بعضها بأثر رجعي، إلى زيادة الارتباك وأثارت شكاوى حول طريقة إدارة البرنامج. أصبح هذا القانون موضوعًا رئيسيًا للخطاب السياسي داخل أونتاريو ونوقش بجدية خلال انتخابات أونتاريو العامة عام 2011، هدد حزب المحافظين التقدميين بإلغاء القانون تمامًا إذا فاز في الانتخابات، في حين دعم الليبراليون بشدة القانون قاعدةً أساسية لبرنامج إعادة انتخابهم.

## تاريخيًا

### الجهود السابقة
قبل إدخال قانون الطاقة الخضراء، سنّت أونتاريو عددًا من البرامج المختلفة لإدخال الطاقة المتجددة أو تعزيز الحفظ. وشملت هذه القوانين قانون قيادة الحفاظ على الطاقة، وقانون كفاءة الطاقة. وتجدر الإشارة خصوصًا إلى برنامج عرض معايير الطاقة المتجددة في نوفمبر 2006. قُدّم العرض القياسي، المعروف أيضًا باسم SOP أو RESOP اختصارًا، عددًا من التعريفات الثابتة مدة 20 عامًا لمشاريع الطاقة المائية وطاقة الرياح والطاقة الشمسية والكتلة الحيوية. كانت تعريفات RESOP منخفضة نسبيًا، 42 سنتًا/كيلوواط ساعة للطاقة الكهروضوئية و11 سنتًا/كيلوواط ساعة لأشكال أخرى من الطاقة. وقد سُمي RESOP في ذلك الوقت، أول برنامج تعريفة تغذية حقيقية في أمريكا الشمالية.
في الممارسة العملية، وجد أن برنامج RESOP كان له عبء إداري كبير أدى إلى تآكل قيمة البرنامج. كان على الموفر ليس فقط تلبية المتطلبات المتوقعة للمعدات، لكن كان عليه أيضًا التقدم إلى مختلف الوكالات والمستويات الحكومية للحصول على إذن للاتصال بالشبكة، لتوصيل مشروع جيل. لم تبسّط هذه العملية بأي شكل، غالبًا ما تطلبت مئات الصفحات من الوثائق لتقديمها إلى كل منظمة بالتسلسل المناسب. إضافةً إلى حظر مناطق معينة من شبكة توزيع أونتاريو بسبب اعتبارات التحميل. حتى ذلك الحين، كان هناك أصحاب مصلحة على مستوى البلديات يمكنهم منع التنمية في أي وقت جزءًا من قوانين البناء المحلية.
فضّلت RESOP المشاريع الكبيرة التي قد توزّع التكاليف نظرًا إلى وجود تكاليف ثابتة، متضمنةً النفقات الإدارية. أثبت هذا البرنامج نجاحه خصوصًا في تطوير طاقة الرياح، حيث كان ما يقرب من  64% من مشاريع RESOP طاقة الرياح، و28%من الكتلة الحيوية، أما الباقي فكان مزيجًا من الطاقة المائية والقليل من الطاقة الشمسية.

### نحو قانون الطاقة الخضراء
تضمنت RESOP عملية مراجعة مدمجة لمدة عامين بدأت سنة 2008 . خلال هذه الفترة، كانت الصناعة العالمية تستكشف أيضًا عددًا من الطرق المختلفة لتنفيذ برامج الحوافز. كان المتنافسون الرئيسيون هم نظام تعريفة التغذية، مثل RESOP، وأنظمة تداول الانبعاثات مثل الالتزام بالتجديد في المملكة المتحدة أو شهادة الطاقة الشمسية المتجددة في نيوجيرسي. نشرت شركة Ernst & Young، سنة 2008 ، مؤشرات جاذبية الدولة للطاقة المتجددة للربع الأول من عام 2008، التي أظهرت أن برنامج FIT الألماني كان أنجح بكثير، إذ يوفر المزيد من الطاقة بتكاليف أقل. وقد أظهر تقرير سابق من جامعة كاليفورنيا في بيركلي أن خلق فرص العمل باستخدام مصادر الطاقة المتجددة كان أعلى بكثير من الوقود الأحفوري، وهي نقطة أخرى لصالح البرنامج الألماني، الذي عُدَّ ناجحًا للغاية.